# Episodi de L'allieva (terza stagione)
La terza stagione della serie televisiva L'allieva, composta da 12 episodi, viene trasmessa in prima visione in Italia da Rai 1 dal 27 settembre all'8 novembre 2020.
| nº | Titolo                                        | Prima TV Italia   | Spettatori | Share  |
| -- | --------------------------------------------- | ----------------- | ---------- | ------ |
| 1  | Arabesque                                     | 27 settembre 2020 | 4 704 000  | 19,00% |
| 2  | Un po' di follia in primavera                 | 27 settembre 2020 | 3 930 000  | 20,10% |
| 3  | Il coltello Yanagiba                          | 4 ottobre 2020    | 4 747 000  | 19,70% |
| 4  | Stuntgirl                                     | 4 ottobre 2020    | 4 215 000  | 21,60% |
| 5  | Il bersaglio                                  | 18 ottobre 2020   | 4 995 000  | 20,00% |
| 6  | Il ritratto                                   | 18 ottobre 2020   | 4 206 000  | 22,50% |
| 7  | Morte di un trapper                           | 25 ottobre 2020   | 4 641 000  | 18,60% |
| 8  | Ferro 9                                       | 25 ottobre 2020   | 4 373 000  | 22,40% |
| 9  | Due funerali e nessun matrimonio              | 1º novembre 2020  | 5 204 000  | 20,52% |
| 10 | Parkour                                       | 1º novembre 2020  | 4 703 000  | 23,77% |
| 11 | L'ultima cena                                 | 8 novembre 2020   | 5 339 000  | 19,70% |
| 12 | Insieme, connessi, finché morte non ci separi | 8 novembre 2020   | 4 903 000  | 23,00% |

## Arabesque
Molte cose sono cambiate, Claudio ed Alice finalmente stanno insieme alla luce del sole, Marco e Lara hanno una bambina, Camilla, di 5 mesi, e si sono trasferiti nell'appartamento accanto ad Alice e Cordelia.
All’Istituto di Medicina Legale sono arrivati un nuovo direttore, Andrea Manes, e due specializzandi di primo anno, Giulia e Sandro, invece la Wally, esautorata dalla maggior parte dei suoi compiti, si auto-esilia nel sottoscala.
Claudio ora dirige la scuola di specializzazione, mentre l’allieva è diventata un medico legale a tutti gli effetti, e viene nominata da Einardi, che sta bene dopo essere sopravvissuto all'attentato, per affrontare la sua prima perizia: una ballerina trovata morta nell’attico sopra la sua scuola di danza. «Sacrofano, che ne dici ci sposiamo?» È così che, proprio durante l'autopsia di quest'ultima Claudio, accorso per assisterla, le fa la sua proposta di matrimonio.
Seguendo gli sviluppi del caso, Alice si ritrova davanti un volto familiare: Silvia, l’amica di sempre, ora vice questore di polizia e nuovo capo di Visone. Claudio, che nel frattempo viene nominato perito di parte del marito della ballerina, riceve delle strane telefonate, ed evita sempre di rispondere in presenza di Alice. Allieva e maestro si trovano così ad avere opinioni diverse sul caso e a fronteggiarsi nell’indagine.
Morte naturale o omicidio? alla fine un’intuizione di Alice fa luce sul mistero.
- Altri interpreti: Federica Flavoni, Carola Stagnaro, Rossella Indraccolo (proprietaria Atelier Des Marques)

## Un po' di follia in primavera
Alice e Claudio iniziano i preparativi per il matrimonio, ma lei si accorge che lui le sta nascondendo qualcosa, continua a ricevere telefonate che in presenza di lei rifiuta. I due intanto lavorano sul caso di omicidio di un prof. di psichiatria. 
Il bando del dottorato è uscito ed i posti in palio sono solo due e gli specializzandi sono in tre quindi il perdente dovrà lasciare l’istituto, Claudio invita Alice a concentrarsi sullo studio lasciando stare le indagini, e le suggerisce degli argomenti da studiare, ma l’allieva non resiste.
È il giorno dell'esame e Alice fa scena muta proprio sulla domanda fattale da Claudio su uno degli argomenti che lui le aveva suggerito di ripetere, i due discutono, la ragazza si sente ferita dal fatto che lui non ha cercato di aiutarla vedendola annaspare, lui dal canto suo è arrabbiato per la leggerezza di lei, alla fine la suprema propone ad Alice di restare comunque in istituto come dottoranda ma senza borsa come sua assistente. È proprio in questo clima di nervosismo che alla porta di Alice si presenta qualcuno che torna dal passato di Claudio: è Giacomo, il fratello.

## Il coltello Yanagiba
Alice è incuriosita dall’arrivo di Giacomo, il fratello di Claudio dal fascino selvaggio e fuori dagli schemi. Vorrebbe sapere cosa li ha divisi in passato, ma Claudio non si confida, neanche ora che si stanno per sposare. Ad ogni modo, l’attenzione di Alice, più che alla ritrosia di Claudio, è concentrata sulla Suprema, e questo porta Claudio ad essere abbattuto ed irritato perché vede che i giorni passano e lui ed Alice a malapena si parlano. Conforti inizia ad avere al sensazione che si stiano allontanando; inoltre il primo incontro tra Giacomo e la Suprema genera scintille, portandolo ad essere ancora più irritato dalla presenza del fratello. Durante le indagini sull’omicidio di una sushi chef, Silvia si confronta con Alice sul rapporto di lavoro con il PM Einardi. In istituto Erika chiede a Paolone di aiutarla a conquistare il fascinoso Sandro, che invece sembra provare un vivo interesse per Alice. È tarda notte quando Alice, chiusa nell'armadio della Manes per una delle sue solite imbranataggini, vede la donna rientrare disperata leggendo un foglio, e la sente poi parlare al telefono con Giacomo.

## Stuntgirl
L’indagine sul tragico incidente occorso a una controfigura durante le riprese di un film cattura l’attenzione di Alice, facendole dimenticare un appuntamento con Claudio. Il rapporto d’amore tra i due si fa sempre più turbolento, mentre Sandro, che la affianca nel sopralluogo, è sempre più affascinato da lei. Marco ha un’importante occasione di lavoro che mette lui e Lara davanti a un bivio. Mentre lavora alla ricerca che la Manes le ha affidato, l’inarrestabile curiosità di Alice la porta a scoprire un’indicibile verità sulla Suprema.
- Altri interpreti: Lorenzo Balducci (Rocco)

## Il bersaglio
Alice e Claudio sono ai ferri corti per la presenza di Giacomo e per i numerosi incarichi affidati all’allieva dalla Suprema. Per ordine della Manes, i due medici legali vengono convocati per fare luce sulla morte di una campionessa di carabina olimpica uccisa in un poligono di tiro. La forzata vicinanza non migliora le cose, mentre la Suprema intuisce che Alice ha scoperto il suo segreto.
- Altri interpreti: Angiola Baggi (Lucia, amica di nonna Amalia)

## Il ritratto
Con l’opportunità di partecipare insieme a un convegno fuori Roma proprio nel posto dove sono stati insieme la prima volta, Claudio e Alice si riavvicinano, ma l’atmosfera romantica viene interrotta da una nuova richiesta della Manes. Decisa a riscattarsi agli occhi della Suprema, Alice si impegna a fondo nel lavoro per lei e nella perizia su un appassionato d’arte morto misteriosamente. La Wally, intanto, accusa improvvisi mancamenti, ma continua a tenere tutti lontani dal suo sottoscala. Una cena improvvisata a casa di Alice rivela lati sorprendenti della Suprema, mentre Claudio va al convegno, e non da solo. Alice, che se ne era completamente dimenticata, presa da mille cose, decide di raggiungerlo, e lo trova a cena con Giulia, proprio come loro anni prima. Li guarda andare via verso le camere e si convince quindi che lui l’abbia tradita.
- Altri interpreti: Alessandro Cosentini

## Morte di un trapper
Alice è distrutta per i sospetti sul tradimento di Claudio, e gli restituisce l’anello di fidanzamento, mandandolo su tutte le furie. Per tirarla su, la Wally la coinvolge nel suo progetto segreto, e Silvia suggerisce rappresaglie. Intanto un famoso trapper viene ucciso poco prima di un concerto, e la difficile perizia viene affidata alla Suprema in persona, che decide di portare Alice con sé. Sandro intravede un’occasione, quindi decide di farsi avanti con Alice e la bacia, ma non si accorge che Claudio ha visto tutto…

## Ferro 9
La reciproca gelosia causa scintille tra Alice e Claudio, ma l’improvviso arresto di Giacomo rimette tutto in discussione. Il fratello di Claudio è accusato dell’omicidio di un industriale in un golf club. Il movente c’è, e le indagini di Silvia rivelano ad Alice e alla Suprema insospettate verità sul passato di Giacomo e Claudio. Alice e Claudio si trovano uniti a credere nell’innocenza di Giacomo, anche se tutte le prove sembrano confermare la sua colpevolezza.
- Altri interpreti: Brando Giorgi (Francavilla)

## Due funerali e nessun matrimonio
La morte di un anziano playboy durante il funerale di un’amica di nonna Amalia, e l’imprevisto coinvolgimento della nonna nelle indagini, spingono Alice e Lara ad affidare Camilla alla babysitter più improbabile: Cordelia. Intanto qualcuno ha iscritto Paolone a un talent di cucina, ma l’esito non sarà proprio quello sperato. Alice ha una formidabile intuizione che potrebbe dimostrare l’innocenza di Giacomo, e per verificarla si spinge oltre i confini del consentito.
- Altri interpreti: Angiola Baggi (Lucia, amica di nonna Amalia), Franco Trevisi (Alfonso Nocera), Mirco Petrini (Maurizio Nocera)

## Parkour
Claudio si prodiga per proteggere Alice, ma allo stesso tempo la tiene a distanza, mentre cerca di dimostrare l’innocenza di Giacomo. Intanto Lara chiede ad Alice di collaborare alla sua prima perizia: un ragazzo è morto mentre faceva parkour, e occorre effettuare i rilievi del caso. Proprio quando Erika si rende conto che i suoi sentimenti per Paolone vanno ben oltre l’amicizia, lui si allontana.
- Altri interpreti: Gigi Savoia

## L'ultima cena
Claudio e Alice seguono un’intuizione che può scagionare Giacomo. Anche Paolone viene convocato per la sua prima perizia: la misteriosa morte per avvelenamento di un noto critico gastronomico. La cocciutaggine di Alice, intanto, la porta a fare un ultimo tentativo nella ricerca a cui la Suprema aveva rinunciato.
- Altri interpreti: Valentina Chico, Giorgio Gobbi, Luca Ferrante

## Insieme, connessi, finché morte non ci separi
La provvisoria scarcerazione di Giacomo fa ripartire le indagini sul delitto al golf club. Intanto Alice scopre che qualcuno sta cercando informazioni sulla Manes: forse la persona che desidera così tanto incontrare è più vicina a lei di quanto non immagini. Per Alice e Claudio il giorno fissato per il matrimonio è arrivato, ma passa invano.